# Crambixon
Crambixon és un gènere monotípic d'arnes de la família Crambidae. Conté només una espècie, Crambixon zarathustra, que es troba a l'Afganistan.